# Lavalette (Alto Garona)
 Lavalette  es una población y comuna francesa, en la región de Mediodía-Pirineos, departamento de Alto Garona, en el distrito de Toulouse y cantón de Verfeil.

## Demografía
| 368 | 355 | 406 | 503 | 531 | 602 |
| Para los censos de 1962 a 1999 la población legal corresponde a la población sin duplicidades (Fuente: INSEE [Consultar]) |     |     |     |     |     |

## Monumentos

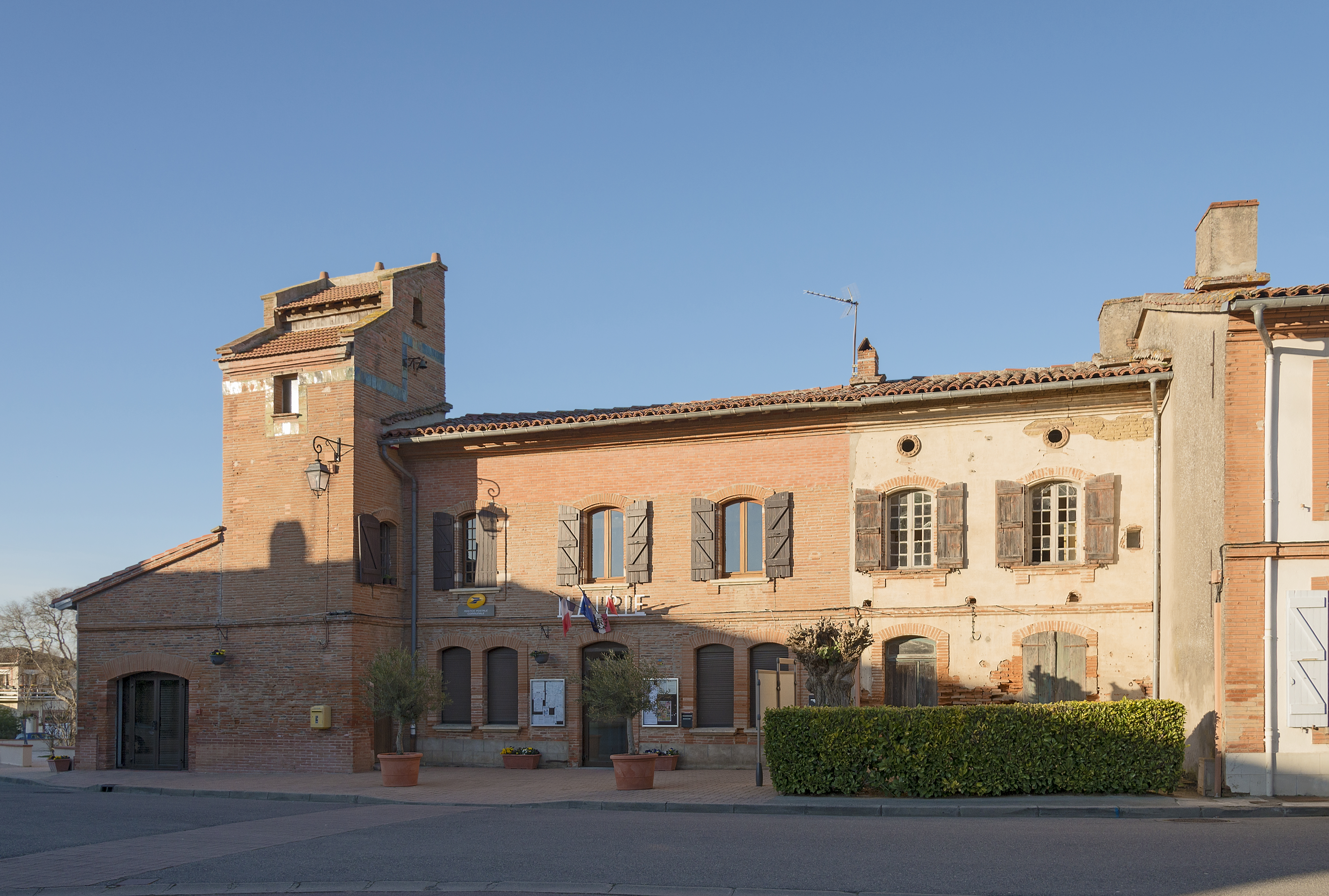
El ayuntamiento.
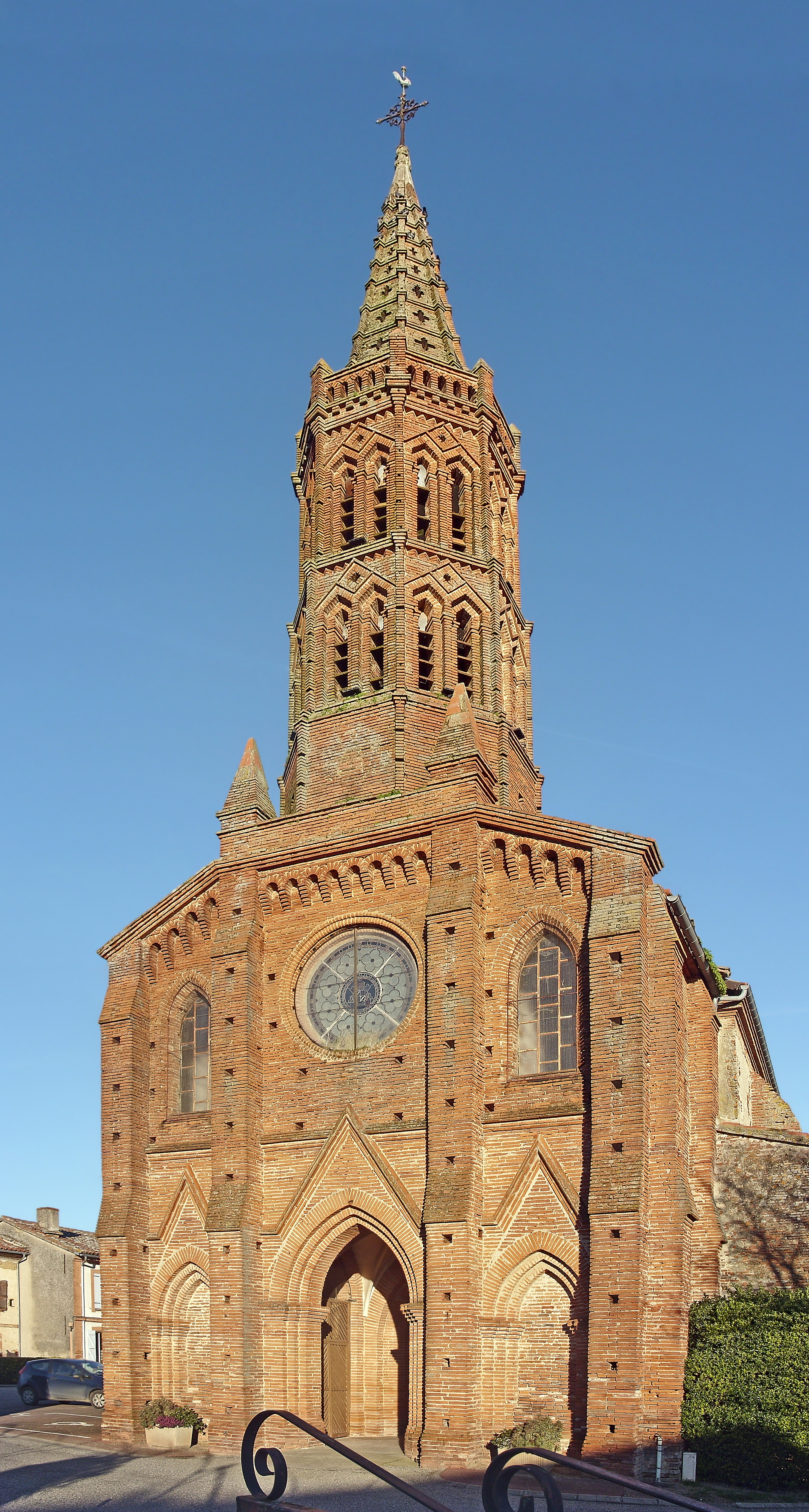
Iglesia Saint-Laurent
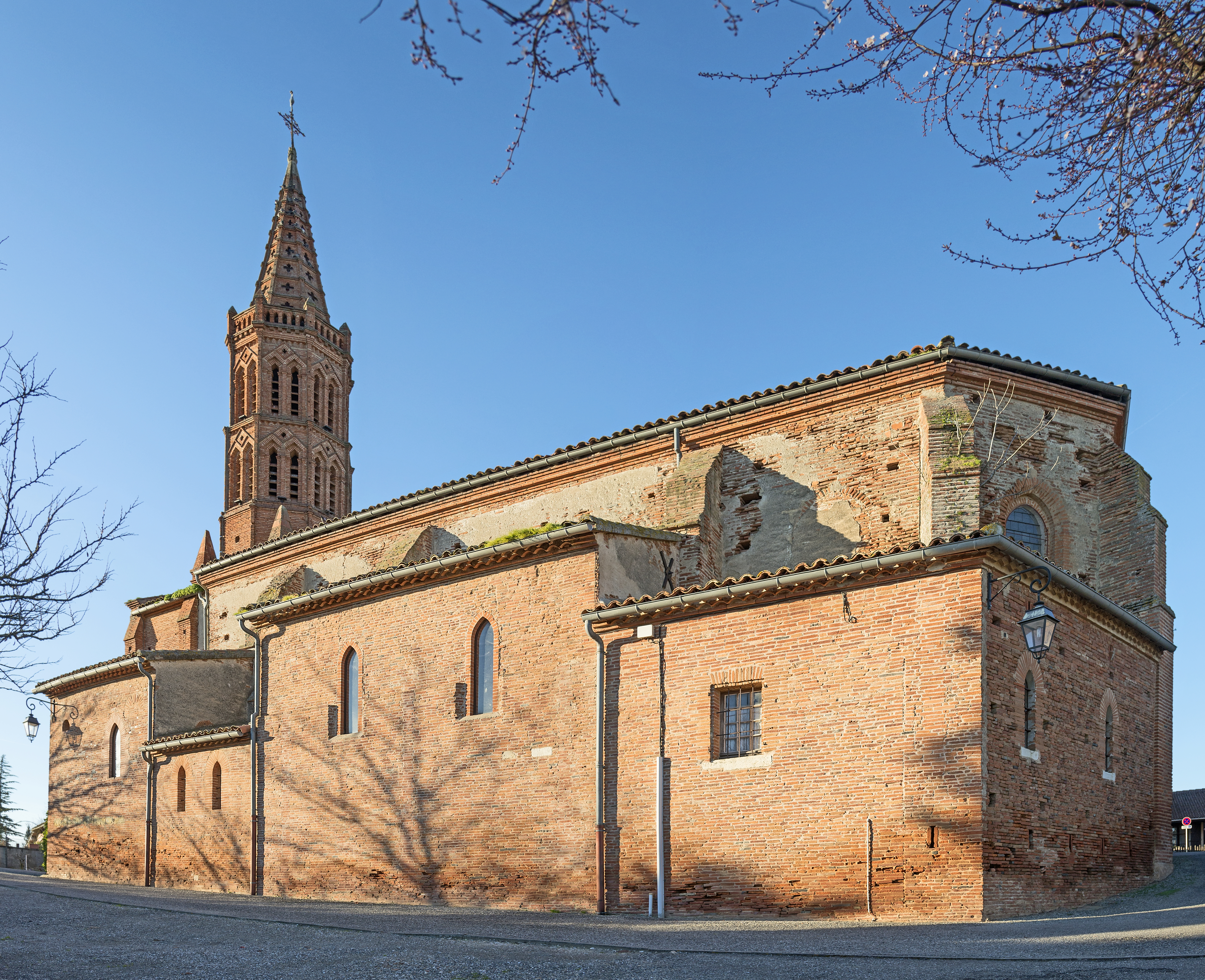
Iglesia Saint-Laurent
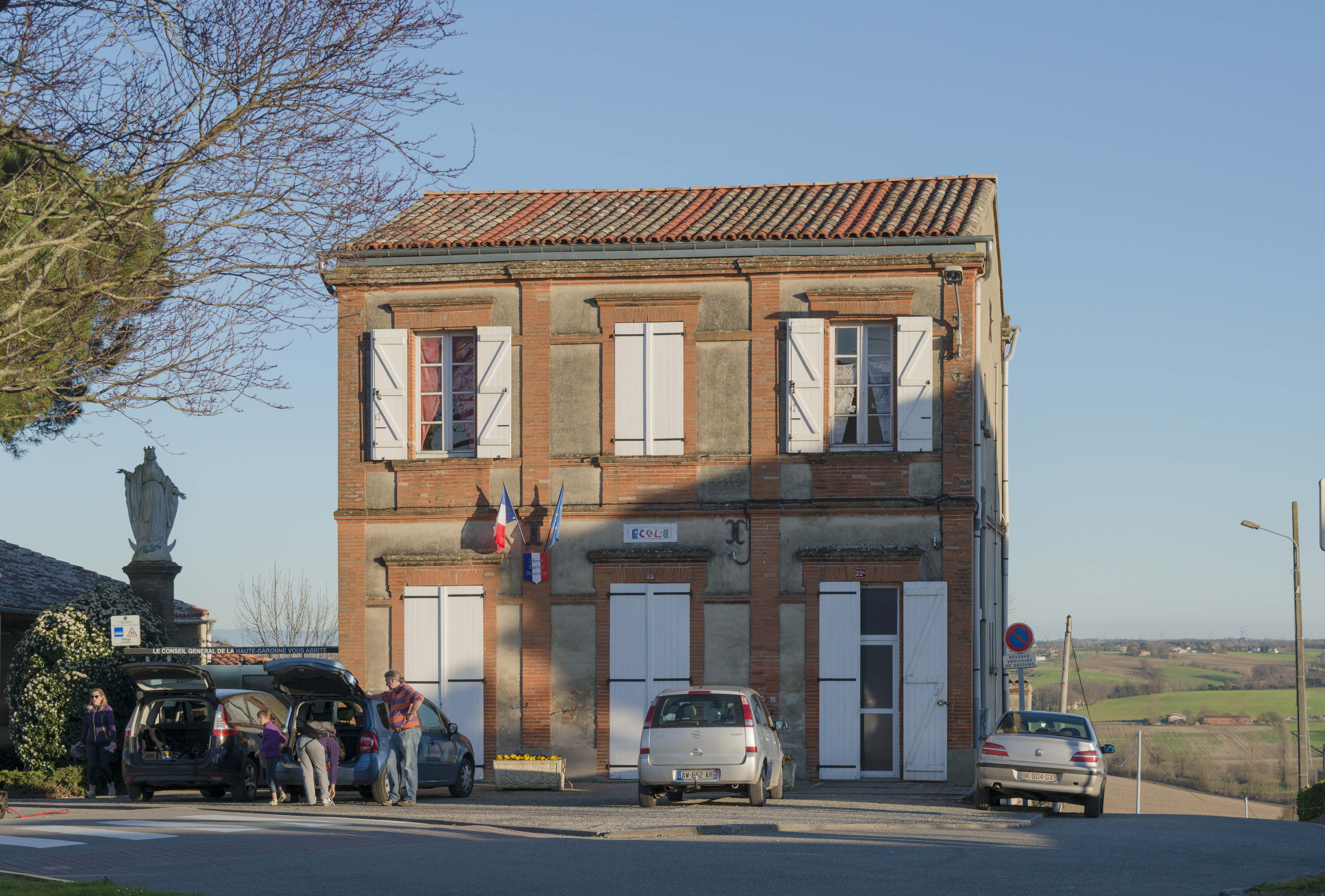
Escuela